# ميكائيل روش
ميكائيل روش (بالفرنسية: Mikaël Roche)‏ (24 ديسمبر 1982 بابيتي فرنسا - ) هو لاعب كرة قدم فرنسي يلعب كحارس مرمى.

## وصلات خارجية
ميكائيل روش على موقع قاعدة بيانات كرة القدم.إي يو (الإنجليزية)
- ميكائيل روش على موقع ناشيونال فوتبول تيمز (الإنجليزية)